# Cartuxa de Sélignac
A antiga Cartuxa de Val-Saint-Martin de Sélignac, que se tornou em 2001 a casa de Saint-Bruno, é um antigo mosteiro cartuxo, localizado no vale de Sélignac (ou Sélignat), em Simandre-sur-Suran, no departamento de Ain, na França. Abriga alguns leigos que vivem segundo o espírito de São Bruno, colocados sob a autoridade espiritual do Reverendo Padre Geral da Ordem dos Cartuxos.

## História
A Cartuxa albergou ininterruptamente monges cartuxos desde a sua fundação em 1202 até 1792, depois no final do sécuo XIX, e de 1929 a 2001.
Sélignac foi fundada em terras doadas em 1202 aos cartuxos por Hugues II de Coligny que estava em uma cruzada. A primeira doação, feita em Seillon, teve que esperar cerca de dez anos e outras doações complementares para serem realmente viáveis.
Depois do século XV próspero, a reforma protestante secou o recrutamento. As guerras entre Saboia ou Espanha e França nos séculos XVIe XVII, arruinou o património temporal do mosteiro que foi em grande parte reconstruído no século XVIII graças à uma prosperidade renovada.
Em 1790, a comunidade optou pela vida comum, que continuou até outubro de 1972, quando foram expulsos pelas autoridades da República.

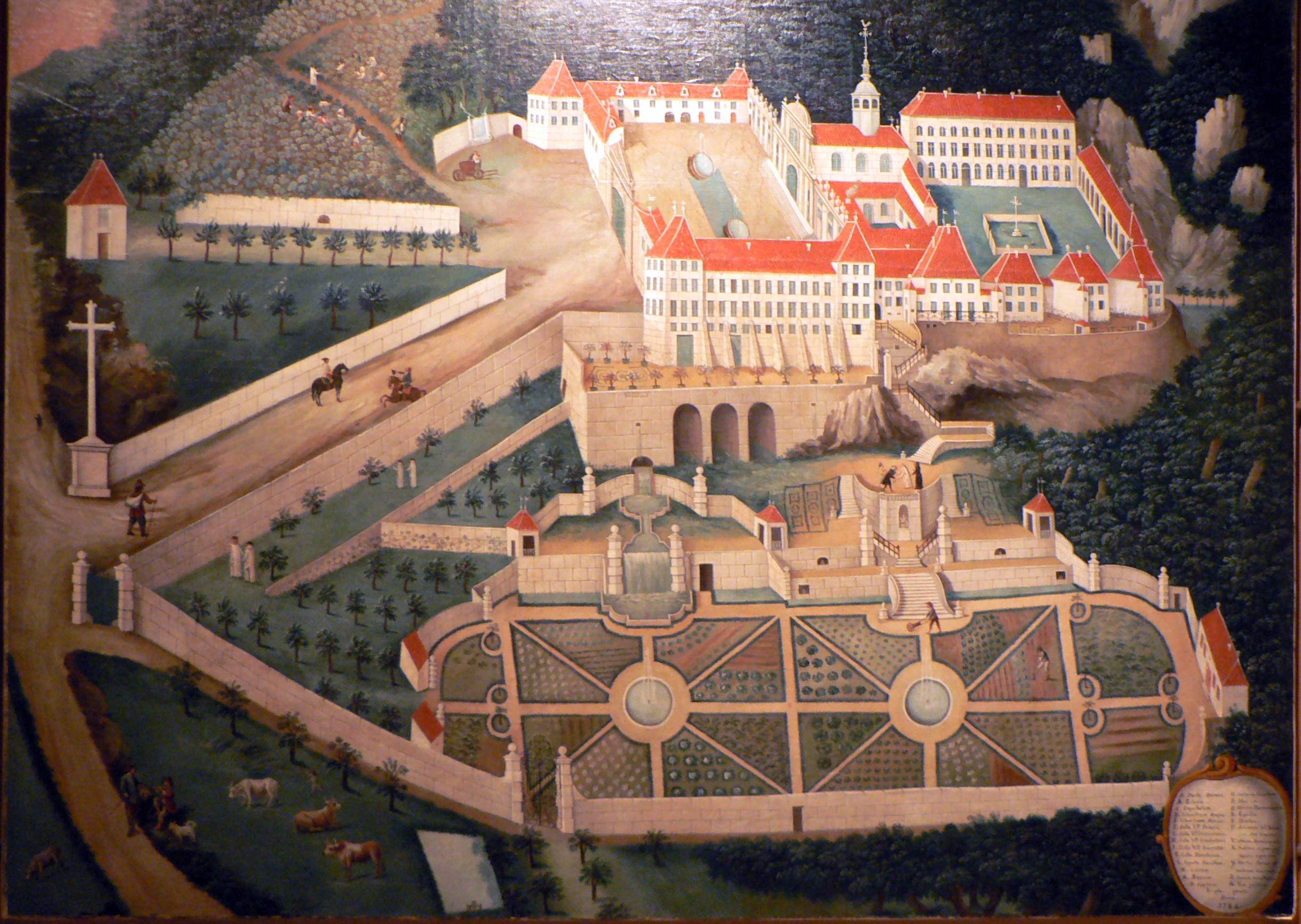
Perspectiva cavalheiresca da Cartuxa de Sélignac, óleo sobre tela do pintor Raquelli (1784), museu Grande Chartreuse.

Em 1810, as belíssimas bancas da igreja foram transferidas para a igreja de Treffort. A igreja foi restaurada em 1866. Em 1869, a ordem dos Cartuxos comprou a propriedade e reconstruiu os lugares regulares.
Em 1901, as leis associativas sujeitando as congregações religiosas à autorização legal, os cartuxos recusaram-se a solicitá-las. A foral de Sélignac foi colocada à venda e os monges exilaram-se na Suíça, na casa de refúgio de Saxon-les-Bains ( cantão de Valais ). A solução foi insatisfatória e os monges foram distribuídos em diferentes casas da ordem, principalmente a foral de La Valsainte na Suíça, ampliada para a ocasião, e a foral de Parkminster na Inglaterra.
O prédio foi comprado por Joseph Bouillat, um comerciante de Lyon, dono do restaurante Émile e comerciante de vinhos, que o transformou em um grande hotel, e realizou grandes obras de reforma. O Grand Hôtel de Sélignac fechou em 1912, quando alguns sócios estavam passando por dificuldades financeiras.
Dez anos após a partida dos monges, o mosteiro foi adquirido por uma benfeitora, Madame Louise Tardy , que o devolveu à ordem. Em 1928, os cartuxos se estabeleceram em Sélignac. Marcelino Theeuwes, futuro prior geral, entrou ali em 1961 e ali viveu até 1973.
Em 1971, a casa contribuiu para a restauração da Cartuxa de Portes.
Em 2001, o capítulo geral da Ordem dos Cartuxos decidiu encerrar a comunidade monástica de Sélignac e mandar substituí-la por um grupo de leigos não monges, gozando de um estatuto canônico diferente e colocados sob a autoridade espiritual do Reverendo Padre Geral da Ordem dos Cartuxos, para ali levar uma vida de solidão e oração inspirada no exemplo de São Bruno e no modelo monástico cartuxo, acolhendo com o mesmo espírito homens e mulheres que ali querem fazer retiro. Este elemento de hospitalidade, a presença simultânea de um grupo estável e de acolhimentos temporários, o domínio leigo da comunidade (a presença de um sacerdote não é constante), a abertura à diversidade, constituem desenvolvimentos notáveis tanto em relação à história da ordem dos cartuxos e em relação ao monaquismo ocidental moderno.
Esta decisão serviu a um duplo propósito. Por um lado, tratava-se de permitir uma experiência religiosa inovadora, canonicamente menos constrangedora do que a vida monástica definida pelos estatutos da ordem e pela lei dos institutos de vida consagrada. Por outro lado, e indiretamente, pretendia-se permitir uma diversificação dos lugares da vida cartuxa: a insuficiência das vocações desde meados do século XX não permitiu a ordem de manter todas as cartuxas na França e fundar no exterior (na Ásia e na América Latina). A escolha de Sélignac foi feita à revelia e não sem dificuldade (não se podia eliminar a Grande Chartreuse ou as chartreuses de Portes e Montrieux, que eram mais solitárias que Sélignac).